# Gebh. Zehngrafs Fotografiske Atelier
Gebh. Zehngrafs Fotografiske Atelier var et fotostudio i Randers fra 1870 til 1912.
Fotostudiet blev drevet af tre fotografer. Først af Gebhard Zehngraf (1847-1873). Efter dens død af hans enke Nielsine Zehngraf (1848-1932) og i en kort periode under medvirkning af deres søn Christian Antoni Zehngraf (1871-1908). Fotostudiet lavede portrætfotografier og panorama-fotografier af Randers.

## Gebhard Zehngraf
Gebhard blev født den 11. oktober 1847 i Svendborg, som første barn af maleren og senere fotografen Christian Antoni Zehngraf (1816-1880) og dens kone Rebekka (født de Lemos; 1820-1886).
Han virkede som fotograf i Roskilde. Han overtog den 14. september 1865 et atelier fra Peter Christian Sivertsen i Ringstedgade. Hans atelier i Ringstedgade blev overtaget i maj 1866 af Carl Fordsmand. I 1870 blev han fotograf i Randers.
Gebhard giftede sig med Nielsine Brahl (1848-1932) den 23. maj 1871 i Randers.
Han døde pga. en cyankali-forgiftning den 18. juni 1873 i Aalborg.

## Nielsine Zehngraf
Nielsine Zehngraf (3. december 1848 i Randers  - 12. juni 1932 i Randers ) var en dansk fotograf.
Hun var datter af snedkermester Anders/Andreas Brahl og tjenestepigen Bodil Nielsen.  Hendes far var 65 år og enkemand, hendes mor 33 år. De blev gift den 27. december 1848, få uger efter Nielsines fødsel.
Gebhard og Nielsine fik en søn (1871-1908) sammen, som blev opkaldt efter hans farfar Christian Antoni.
Nielsine førte fotoatelieret efter sin mands død videre til 1912.
Efter sin mands død boede hun sammen med sin mor Bodil, sin søn og en vist Mathilde Stilling.
Ved folketællingen i 1890 blev hendes søn opført som fotografmedhjælper. Derudover blev Mathilde Stilling på 35 og ugift, også anført som fotografmedhjælperske.
Ved Folketællingen i 1901 boede hun kun sammen med sin mor og også søn. Moren døde i maj 1902, 87 år gammel.
Fra folketællingen i 1906 af, boede hun alene og bliver anført som Signe Zehngraf i Østergade.
Hendes sidste bolig var i Slotsgade 16.

## Christian Antoni Zehngraf
Christian Antoni Zehngraf (21. august 1871-5. november 1908) blev også fotograf.
Han arbejdede fra 1905 indtil 1908 som fotograf i Hobro i Adelgade 36.
I 1905 købte han Christian Christensen Quists atelier og solgte det i 1908 til Gertrud Kjær.
Hans adresse, da han døde, var Slotsgade 2 i Randers.